# Colleville-sur-Mer

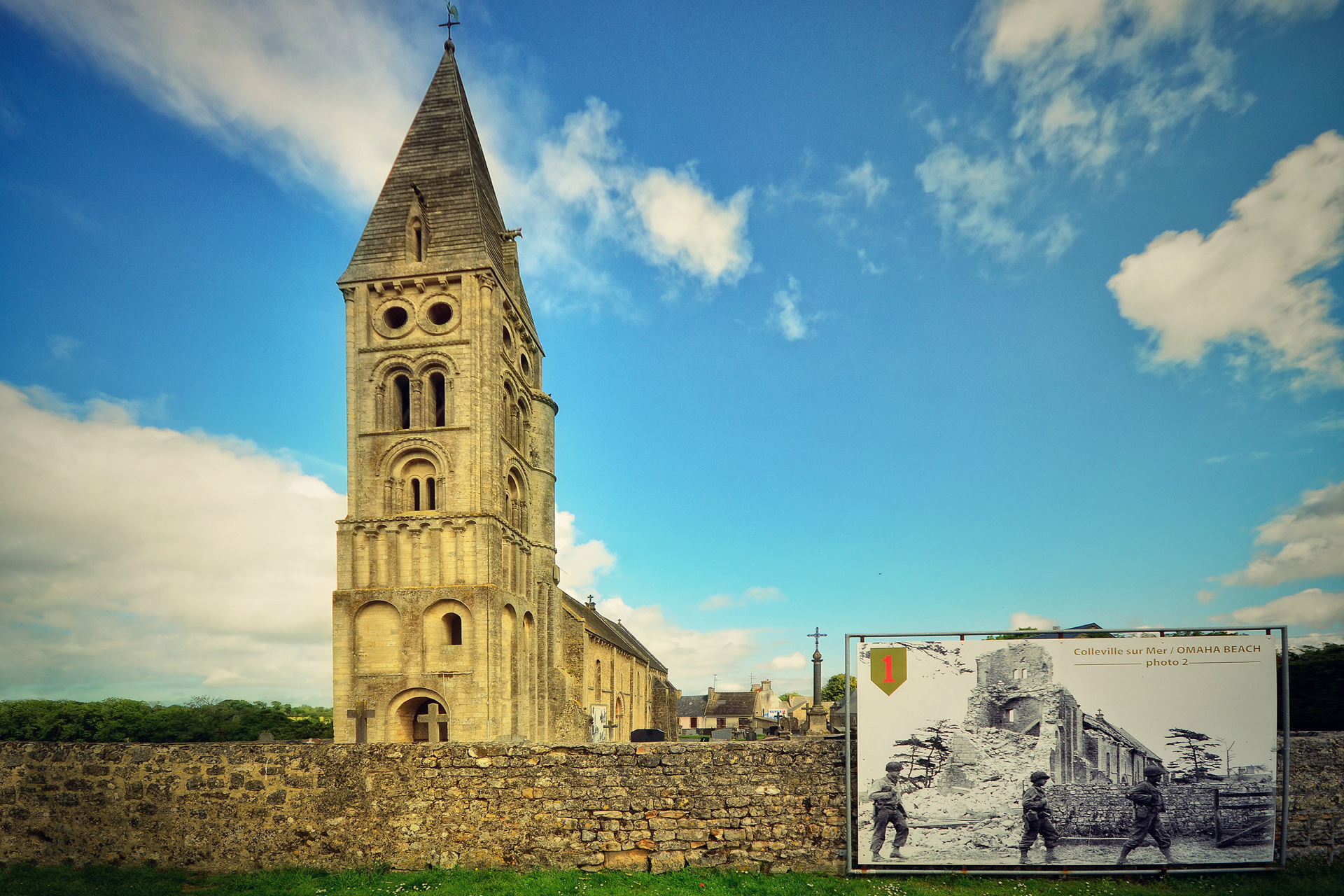
Notre-Dame de l'Assomption de Colleville

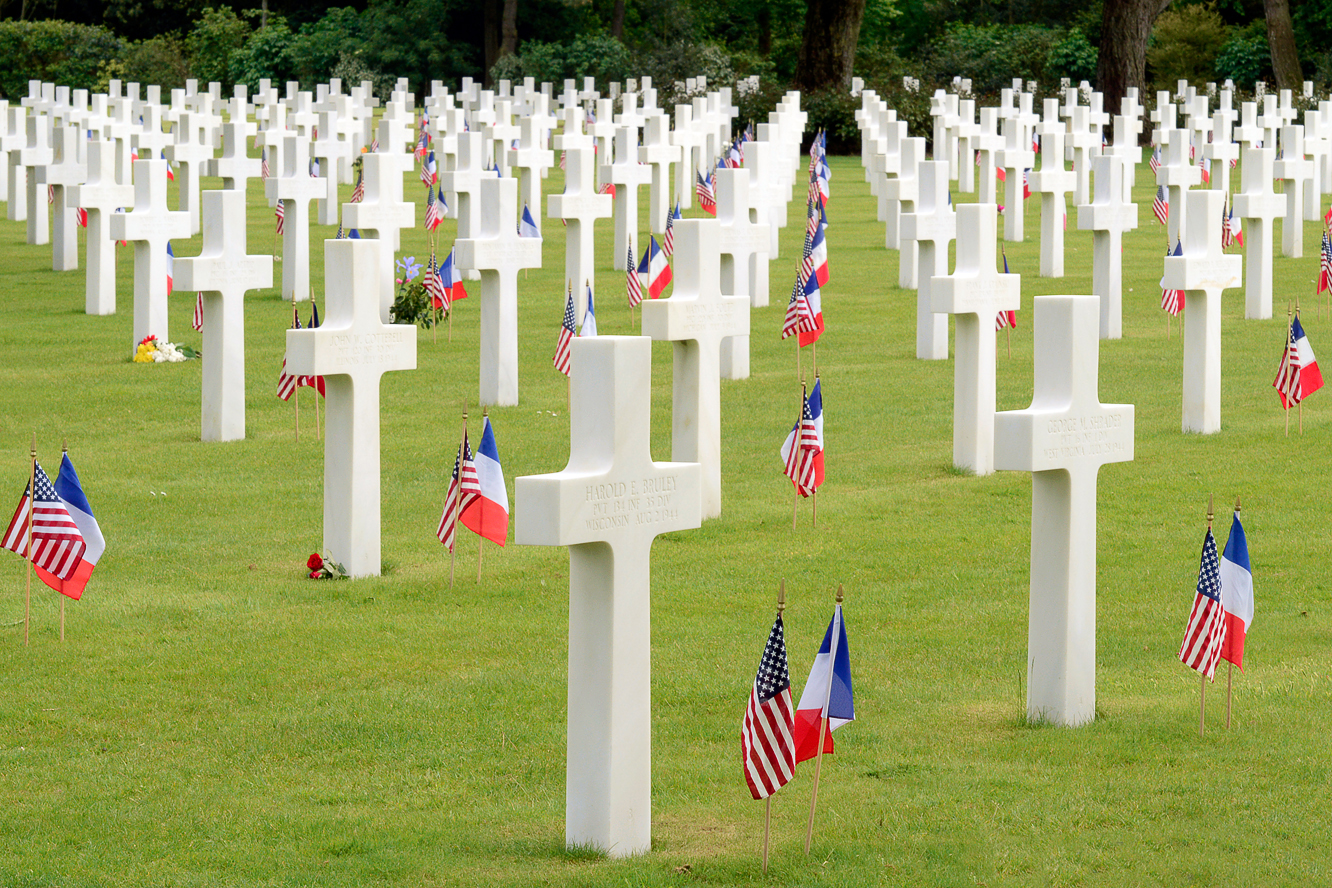
Hřbitov, červen 2012

Colleville-sur-Mer (francouzská výslovnost: [kɔlvil syʁ mɛʁ], doslova Colleville na Moři) je obec v departementu Calvados v regionu Normandie v severozápadní Francii.

## Dějiny
Původně to byla farma, kterou vlastnil jistý Koli, středověký skandinávský osadník. Sdílí stejnou etymologii jako ostatní Collevilly v Normandii. Během dobývání Anglie Vilémem I. Dobyvatelem nebo poté dostal Gilbert de Colleville pozemky v Devonu v Anglii. Právě tento rytíř je předkem současné rodiny de Colville/Colvin, včetně klanu Colville ve Skotsku a baronů de Colville žijících na hradě Bytham v Anglii.
Pláž nedaleko vesnice, označovaná jako pláž Omaha, byla jedním z hlavních míst vylodění během vylodění v Normandii dne 6. června 1944.

## Populace
| Rok  | Pop. | ± %      |
| ---- | ---- | -------- |
| 1962 | 225  | —        |
| 1968 | 195  | − 13,3 % |
| 1975 | 180  | − 7,7 %  |
| 1982 | 169  | − 6,1 %  |
| 1990 | 146  | − 13,6 % |
| 1999 | 172  | + 17,8 % |
| 2008 | 164  | − 4,7 %  |
| 2018 | 174  | + 6,1 %  |

## Památky
- Americký hřbitov a památník v Normandii
- Notre-Dame de l'Assomption de Colleville (datováno do 12. nebo 13. století, historická památka od roku 1840)
- Muzeum Overlord